# Fosfato di codeina
Il fosfato di codeina è una trasformazione chimica della codeina, un derivato dall'oppio.
Viene utilizzato come antidolorifico o analgesico. Viene impiegato come curativo nelle sintomatologie del dolore tenue o acuto, come dolori auricolari, mal di denti e mal di testa. Viene anche utilizzato come antitosse.
Il fosfato di codeina provoca costipazione, per cui viene anche utilizzato contro la diarrea.

## Prodotti in commercio
Alcuni farmaci che contengono fosfato di codeina sono:
- Coefferalgan
- Tachidol
- Lonarid[4]
- Spasmoplus[5]
- Codamol